# صالح بن سليمان الوهيبي
صالح بن سليمان الوهيبي (ولد 1369 هـ / 1950 م) عالم وداعية سعودي، وأستاذ جامعي، وهو الأمين العام للندوة العالمية للشباب الإسلامي.

## التعليم
- حاصل على درجة دكتوراه من جامعة إنديانا ـ بلومنجتن ـ في الولايات المتحدة الأمريكية عام 1982م.
- حاصل على درجة الماجستير من جامعة إنديانا ـ بلومنجتن ـ في الولايات المتحدة الأمريكية عام 1976م.
- حاصل على درجة البكالوريوس من جامعة الرياض (جامعة الملك سعود حالياً) عام 1972م.[4]

## العمل
- يشغل منصب الأمين العام للندوة العالمية للشباب الإسلامي منذ عام 2002م (1423هـ). وعين في هذا المنصب خلفاً للدكتور مانع بن حماد الجهني.[5]
- عمل وكيلاً لكلية الآداب في جامعة الملك سعود من عام 1405هـ إلى عام 1407هـ.[3]